# Chrysotus chlanoflavus
Chrysotus chlanoflavus is een vliegensoort uit de familie van de slankpootvliegen (Dolichopodidae). De wetenschappelijke naam van de soort is voor het eerst geldig gepubliceerd in 1940 door Harmston and Knowlton.